# Lac Chicabal
Le Lac Chicabal dit aussi Lagune Chikabal ou Laguneta Chiquibalétait l'un des lieux sacré pour les Mam, un des peuples Maya et le reste encore pour les survivants de ce peuple. Ce lac ovale aux eaux émeraude est situé aux limites de la municipalité de San Martin Sacatepéquez (dit aussi Chile Verde) dans le département de Quetzaltenango au Guatemala. ce lac de cratère s'est formé dans le volcan Chicabal à une altitude de 2 712 mètres et est ceinturé d'une forêt de nuage.
Le lac Chicabal est considéré comme le centre spirituel de la cosmogonie des Mam-Mayas et leurs traditionalistes utilisent encore plusieurs autels sur les rives du lac. C'est pour cette raison que des restrictions aux visites existent au début du mois de mai afin que le peuple Mam puisse y célébrer ses cérémonies traditionnelles sans perturbations. À cause de son importance spirituelle, il est interdit de nager dans les eaux du lac. Ils y vénèrent encore des créatures mythiques : les nahuals et y pratiquent encore  des invocations de la pluie. L'accès au lieu est réservé aux personnes en bonne santé mais sans difficultés particulières et se fait dans sa dernière partie par un escalier de 615 marches permettant de descendre dans ce cratère rempli régulièrement de brumes et brouillard.
Pour arriver au lac, l'idéal est de prendre la route de San Marco jusqu'à San Juan Ostuncalco et de là prendre la direction de San Martin Sacatepéquez où se trouve le début du sentier vers le volcan.